# 小相木町
小相木町（こあいぎまち）は、群馬県前橋市の地名。小相木町と小相木町一丁目がある。郵便番号は371-0831。2013年現在の面積は0.58km2。

## 地理
前橋市の西部、前橋台地の利根川右岸に位置する。

### 河川
- 利根川

## 歴史
江戸時代頃からある地名である。はじめは総社藩領、後に高崎藩領、寛延2年からは前橋藩領だった。

### 年表
- 1889年4月1日 町村制施行により、小相木村は箱田村、前箱田村、川曲村、稲荷新田村、下新田村、上新田村、小相木村、後家村、江田村、古市村と合併し群馬郡東村が成立する。
- 1896年4月1日 郡統合（西群馬郡と片岡郡の統合）により群馬郡に所属する。
- 1954年4月1日 周辺1町5村（元総社村、上川淵村、芳賀村、桂萱村、下川淵村、群馬郡総社町）とともに東村は前橋市へ編入する。そのため前橋市小相木町となる。
- 1969年 一部が光が丘町になる。
- 1978年 元の小相木町と石倉町、古市町の一部が合併し、小相木町1丁目が成立する。また、当町の一部が古市町1丁目、下石倉町となる。

### 地名
地名の「小相木」は、東山道に設けられた「国府駅」によるものとみられ、「こうえき」が訛り「小相木」になったものとも考えられる。

## 世帯数と人口
2017年（平成29年）8月31日現在の世帯数と人口は以下の通りである。
| 丁目・町丁     | 世帯数    | 人口    |
| -------------- | --------- | ------- |
| 小相木町       | 1,033世帯 | 2,156人 |
| 小相木町一丁目 | 148世帯   | 312人   |
| 計             | 1,181世帯 | 2,468人 |

## 小・中学校の学区
市立小・中学校に通う場合、学区は以下の通りとなる。
| 丁目・町丁     | 番地 | 小学校           | 中学校           |
| -------------- | ---- | ---------------- | ---------------- |
| 小相木町       | 全域 | 前橋市立東小学校 | 前橋市立東中学校 |
| 小相木町一丁目 | 全域 | 前橋市立東小学校 | 前橋市立東中学校 |

## 交通

### 鉄道
鉄道駅はない。

### 道路
国道は通っておらず、県道は群馬県道・埼玉県道13号前橋長瀞線が通っている。

## 施設
- 前橋市消防局西消防署利根分署